# Matteddaladinne, Bagepalli
Matteddaladinne là một làng thuộc tehsil Bagepalli, huyện Chikkaballapur, bang Karnataka, Ấn Độ.